# Michel Boucheron
Michel Boucheron (Clermont-Ferrand, 30 marzo 1903 – Dunkerque, 31 maggio 1940) è stato un rugbista a 15 e allenatore di rugby a 15 francese.

## Biografia

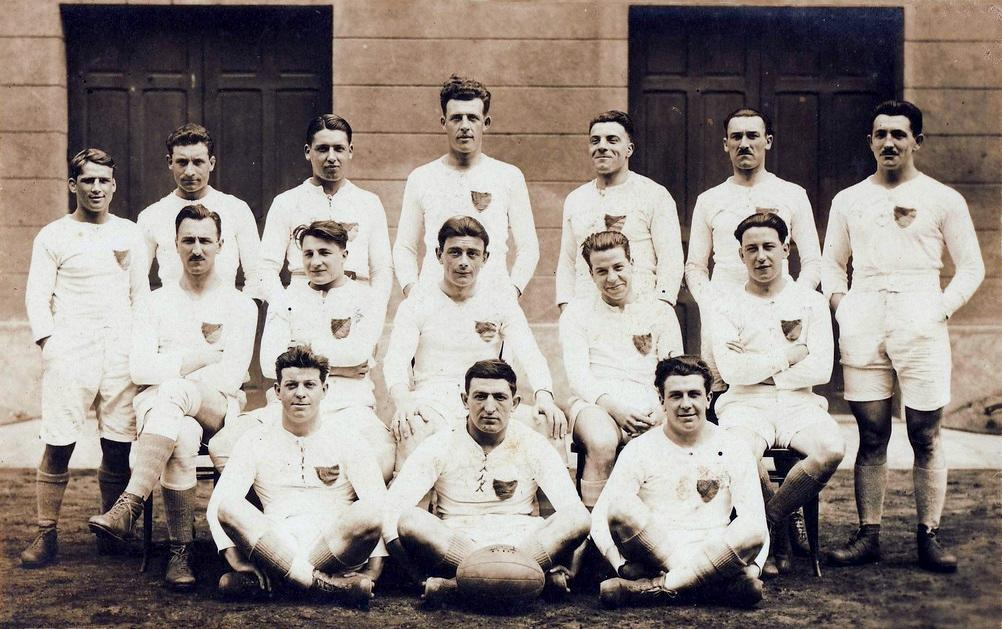
Michel Boucheron seduto a sinistra al primo posto con la squadra di Montferrand nel 1925.

Ha giocato con l'Association sportive montferrandaise Clermont Auvergne, fra il 1924 e il 1931; ha vinto il Campionato Honor nel 1925 con Louis Puech, futuro presidente dello Stade toulousain.
Dopo la sua carriera da giocatore, ha lasciato il lavoro presso lo stabilimento Michelin di Torino ed ha iniziato la sua attività sportiva con la squadra di rugby della città, il GUF Torino, nel 1938, il cui capitano era Vincenzo Bertolotto. Nominato direttore tecnico nel febbraio del 1934, grazie alla sua esperienza in Francia riesce a dare slancio alla squadra di rugby di Torino, che si impone a livello nazionale, con uno stile di gioco moderno e dinamico, arrivando dietro alla squadra di rugby di Milano (Amatori).
Muore a Dunkerque a bordo del cacciatorpediniere Scirocco durante l'Operazione Dynamo del 31 maggio 1940.

## Palmarès

### Giocatore
- Campionati francesi: 1
Montferrand: Campionato Honor vincitore 1925